# Anthribidae
Famille
Les Anthribidae sont une famille d'insectes de l'ordre des coléoptères (scarabées, coccinelles, lucanes, chrysomèles, hannetons, charançons, carabes, etc.).

## Liste des sous-familles et genres
Selon ITIS (27 août 2014) :
- sous-famille Anthribinae Billberg, 1820
- sous-famille Choraginae Kirby, 1819
- sous-famille Urodontinae C. G. Thompson, 1859

Selon Catalogue of Life (27 août 2014) :
- genre Acanthopygus
- genre Acanthothorax
- genre Acarodes
- genre Acaromimus
- genre Achoragus
- genre Acorynus
- genre Adoxastia
- genre Aethessa
- genre Afrocedus
- genre Allandrus
- genre Alloderes
- genre Alloplius
- genre Alloschema
- genre Alticopus
- genre Altipectus
- genre Ambonoderes
- genre Amecus
- genre Anacerastes
- genre Analotes
- genre Anaulodes
- genre Ancylotropis
- genre Androceras
- genre Anhelita
- genre Anthrenosoma
- genre Anthribidus
- genre Anthribulus
- genre Anthribus
- genre Anthrimecus
- genre Antioxenus
- genre Apatenia
- genre Apinotropis
- genre Apolecta
- genre Apolectella
- genre Arachnocaulus
- genre Araecerus
- genre Araeocerodes
- genre Araeocerus
- genre Araeocorynus
- genre Araeoderes
- genre Arecopais
- genre Asemorhinus
- genre Astianus
- genre Atinellia
- genre Atophoderes
- genre Atoporhis
- genre Aulodina
- genre Autotropis
- genre Balanodes
- genre Barra
- genre Barridia
- genre Baseocolpus
- genre Basidissus
- genre Basitropis
- genre Batyrhinius
- genre Blaberops
- genre Blaberus
- genre Blabirhinus
- genre Botriessa
- genre Brachetrus
- genre Brachylaenus
- genre Brachytarsoides
- genre Brachytarsus
- genre Branconymus
- genre Brevibarra
- genre Bruchela
- genre Bythoprotus
- genre Caccorhinus
- genre Cacephatus
- genre Callanthribus
- genre Caranistes
- genre Catephina
- genre Cedus
- genre Cenchromorphus
- genre Cerambyrhynchus
- genre Cercomorphus
- genre Chirotenon
- genre Choragus
- genre Cisanthribus
- genre Cleorisintor
- genre Cleranthribus
- genre Commista
- genre Contexta
- genre Cornipila
- genre Corrhecerus
- genre Corynaecia
- genre Cratoparis
- genre Cybosoma
- genre Cylindroides
- genre Dasycorynus
- genre Dasyrhopala
- genre Decataphanes
- genre Dendropemon
- genre Dendrotrogus
- genre Derisemias
- genre Derographium
- genre Deropygus
- genre Deuterocrates
- genre Diastatotropis
- genre Dinema
- genre Dinephrius
- genre Dinocentrus
- genre Dinomelaena
- genre Dinosaphis
- genre Directarius
- genre Discotenes
- genre Disphaerona
- genre Dissoleucas
- genre Doeothena
- genre Dolichocera
- genre Domoptolis
- genre Doticus
- genre Dysnocryptus
- genre Dysnos
- genre Ecelonerus
- genre Echotropis
- genre Ecprepia
- genre Ectatotarsus
- genre Eczesaris
- genre Enedreutes
- genre Enedreytes
- genre Ennadius
- genre Enspondus
- genre Entaphioides
- genre Entromus
- genre Eothaumas
- genre Epargemus
- genre Epicerastes
- genre Epidysnos
- genre Epitaphius
- genre Erotylopsis
- genre Esocus
- genre Ethneca
- genre Etnalis
- genre Euciodes
- genre Eucloeus
- genre Eucorynus
- genre Eucyclotropis
- genre Eugigas
- genre Eugonissus
- genre Eugonodes
- genre Eugonops
- genre Eugonus
- genre Eupanteos
- genre Euparius
- genre Euphloeobius
- genre Eurymycter
- genre Eusintor
- genre Eusphyrus
- genre Euxenus
- genre Euxuthus
- genre Exechesops
- genre Exechontis
- genre Exillis
- genre Exurodon
- genre Genethila
- genre Gibber
- genre Gnoticarina
- genre Gomphides
- genre Goniocloeus
- genre Gonotropis
- genre Griburiosoma
- genre Gulamentus
- genre Gymnognathus
- genre Gynandrocerus
- genre Habrissus
- genre Hadromerina
- genre Heniocera
- genre Hiera
- genre Holophloeus
- genre Holostilpna
- genre Homalorhamphus
- genre Homocloeus
- genre Homoeodera
- genre Hormiscops
- genre Hucus
- genre Hybosternus
- genre Hylopemon
- genre Hypselotropis
- genre Hypseus
- genre Icospermus
- genre Idiopus
- genre Illis
- genre Ischnocerus
- genre Jordanthribus
- genre Lagopezus
- genre Lemuricedus
- genre Limiophaula
- genre Litocerus
- genre Litotropis
- genre Macrocephalus
- genre Mallorrhynchus
- genre Mauia
- genre Mecocerina
- genre Mecocerus
- genre Meconemus
- genre Mecotarsus
- genre Mecotropis
- genre Meganthribus
- genre Megatermis
- genre Melanopsacus
- genre Mentanus
- genre Merarius
- genre Meriolus
- genre Mesidiotropis
- genre Messalius
- genre Misthosima
- genre Misthosimella
- genre Monocloeus
- genre Monosirhapis
- genre Morphocera
- genre Mucronianus
- genre Mycteis
- genre Mylascopus
- genre Nausicus
- genre Neanthribus
- genre Nemotrichus
- genre Nerthomma
- genre Neseonos
- genre Nesidobius
- genre Nessiabrissus
- genre Nessiara
- genre Nessiaropsis
- genre Nessiodocus
- genre Nistacares
- genre Notiana
- genre Notioxenus
- genre Notoecia
- genre Noxius
- genre Opisolia
- genre Ormiscus
- genre Orthotropis
- genre Oxyconus
- genre Oxyderes
- genre Ozotomerus
- genre Palazia
- genre Panastius
- genre Pantorhaenas
- genre Parablops
- genre Paramesus
- genre Paranthribus
- genre Paraphloeobius
- genre Parexillis
- genre Paropus
- genre Penestica
- genre Peribathys
- genre Phaenithon
- genre Phaenotherion
- genre Phaenotheriopsis
- genre Phaenotherium
- genre Phaeochrotes
- genre Phaulimia
- genre Phides
- genre Phloeobiopsis
- genre Phloeobius
- genre Phloeomimus
- genre Phloeopemon
- genre Phloeophilus
- genre Phloeops
- genre Phloeotragus
- genre Phoenicobiella
- genre Phrynoidius
- genre Physopterus
- genre Piezobarra
- genre Piezocorynus
- genre Piezonemus
- genre Pioenia
- genre Platyrhinus
- genre Platystomos
- genre Plesiobasis
- genre Plintheria
- genre Polycorynus
- genre Proscopus
- genre Protaedus
- genre Protomerus
- genre Prototropis
- genre Pseudeuparius
- genre Pseudocedus
- genre Pseudochoragus
- genre Ptychoderes
- genre Rawasia
- genre Rhaphitropis
- genre Rhinobrachys
- genre Rhinotropis
- genre Scirtetinus
- genre Scymnopis
- genre Sintor
- genre Sintorops
- genre Sphinctotropis
- genre Stenocerus
- genre Stenorhis
- genre Stiboderes
- genre Strabops
- genre Straboscopus
- genre Strabus
- genre Streneoderma
- genre Sympaector
- genre Syntophoderes
- genre Systaltocerus
- genre Talpella
- genre Taphrodes
- genre Tapinidius
- genre Telala
- genre Telphes
- genre Tetragonopterus
- genre Tophoderes
- genre Toxonotus
- genre Trachycyphus
- genre Trachytropis
- genre Tribotropis
- genre Tropideres
- genre Tropiderinus
- genre Tropidobasis
- genre Ulorhinus
- genre Uncifer
- genre Urodon
- genre Uterosomus
- genre Vitalis
- genre Xenanthribus
- genre Xenocerus
- genre Xenognathus
- genre Xenopternis
- genre Xenorchestes
- genre Xenotropis
- genre Xylinada
- genre Xylinades
- genre Xylopoemon
- genre Xynotropis
- genre Zopyrinus
- genre Zygaenodes